# Adam Peaty
Adam George Peaty (Uttoxeter, 28 dicembre 1994) è un nuotatore britannico, detentore del record del mondo dei 50 e 100 metri rana in vasca lunga.
Si allena a Derby, dove è seguito dall'ex atleta inglese, partecipante ai Giochi olimpici di Atene 2004, Melanie Marshall.

## Carriera

### 2012-2013: Il debutto
Il nuotatore inglese disputò la sua prima competizione internazionale nel 2012, quando prese parte ai Campionati europei giovanili di nuoto ad Anversa, raggiungendo la finale nei 200 metri rana.
L'anno seguente Peaty colse le prime medaglie in campo nazionale, vincendo l'argento nei 50 metri rana e il bronzo nei 100. A dicembre prese parte ai Campionati europei di nuoto in vasca corta, tenutisi a Herning, in Danimarca. In questa occasione Peaty si cimentò in tutte le distanze a rana, raggiungendo la semifinale nei 50.

### 2014: I successi internazionali e i record del mondo
Nel 2014 il nuotatore inglese continuò nella sua crescita: ad aprile, ai campionati nazionali britannici, Peaty vinse l'oro nei 50 rana e l'argento nei 100 e nei 200. Il nuotatore inglese si mise poi in luce nei Giochi del Commonwealth, disputati a Glasgow a fine luglio: giunse quarto nei 200 rana, a 15 centesimi dal podio, vincendo poi l'argento nei 50 rana con il tempo di 26"78, ad appena due centesimi di secondo dal vincitore Cameron van Der Burgh. Peaty vinse poi due ori, uno individuale nei 100 metri rana e uno nella staffetta 4x100 mista.
Ai Campionati europei di nuoto 2014 Peaty disputò nuovamente tutte le gare a rana e la staffetta mista 4x100 misti. Nei 200 rana il nuotatore inglese fu escluso alle batterie, pur avendo nuotato il nono tempo assoluto, perché preceduto da altri due nuotatori britannici. Nei 100 rana Peaty vinse l'oro dopo aver fatto segnare il tempo migliore sia nelle batterie che nelle semifinali, stabilendo anche il record della manifestazione. Anche nei 50 rana il nuotatore inglese ripeté un percorso simile, imponendosi sin dalle batterie. In semifinale, inoltre, Peaty fece segnare il record del mondo sulla distanza, nuotando in 26"62 e migliorando di 5 centesimi di secondo il record precedente, appartenente a van Der Burgh dal 2009. In finale Peaty non ripeté la prestazione, ma il tempo di 27"00 nuotato gli fu sufficiente per conquistare la medaglia d'oro.
Il nuotatore inglese conquistò, inoltre, l'oro nella staffetta mista, nella quale la rappresentativa britannica ottenne anche il record del mondo. Nella giornata conclusiva di gare Peaty vinse un altro oro, aggiudicandosi la staffetta 4x100 misti con la rappresentativa britannica.

### 2015: Mondiali di Kazan e record del mondo
Nel mese di aprile gareggiò ai Campionati Nazionali Britannici. Nella giornata di apertura vinse la medaglia d'oro nei 200 m rana in 2'08"34, battendo i compagni specialisti della distanza e facendo registrare la seconda miglior prestazione mondiale. Tre giorni più tardi si tuffò nell'Aquatics Centre di Londra per la finale dei 100m rana che concluse stabilendo il nuovo record del mondo in 57"92. Strappò il precedente primato a Cameron van Der Burgh e divenne così il primo uomo a scendere al di sotto dei 58"00.
Nella prima giornata dei Campionati mondiali di Kazan disputò le fasi eliminatorie dei 100 m rana: vinse le batterie in 58"52 e le semifinali in 58"18, facendo segnare in entrambe le occasioni il nuovo record dei campionati. Il giorno successivo vinse il primo oro mondiale della sua carriera con il tempo di 58"52 battendo il sudafricano van Der Burgh.
Il 4 agosto 2015 nei 50 rana (semifinale) ferma il cronometro sui 26"42, tempo che gli garantisce il nuovo record del mondo sulla distanza, togliendo il primato di 26"62 al sudafricano Van Der Burgh. Il giorno dopo, nella medesima gara (finale), si laurea campione del mondo, battendo lo stesso van Der Burgh e firmando un crono di 26"51.

### 2016-2018: Giochi olimpici di Rio, Mondiali di Budapest ed Europei

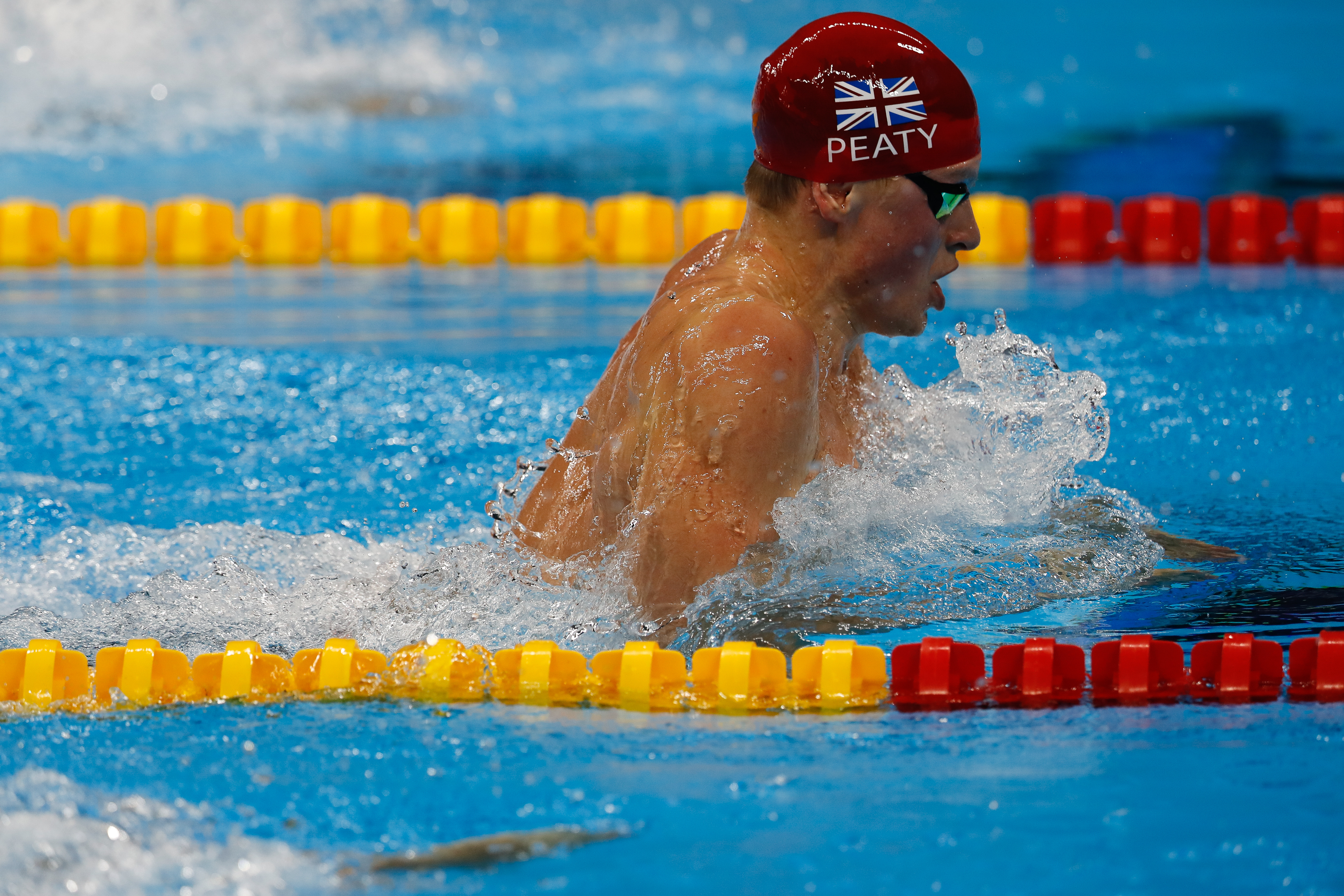
Peaty durante i 100 rana a Rio 2016.

Ai Giochi di Rio Peaty migliora il suo record mondiale nelle batterie dei 100 rana, nuotandoli in 57"55. In finale il nuotatore britannico conquista l'oro e ritocca ulteriormente il record, facendo segnare un tempo di 57"13.
Il 25 luglio dell'anno successivo ai Mondiali di Budapest, Peaty batte il suo stesso record mondiale nei 50m rana.
Nel 2018 agli Europei di Glasgow migliora ancora il suo record del mondo dei 100m rana, nuotando in finale in 57"10.

### Mondiali Gwangju 2019
In Corea del Sud diventa il primo uomo di sempre a nuotare i 100m rana in meno di 57”, fermando il cronometro a 56”88 e facendo così registrare un nuovo record del mondo.

### 2020
Il 15 novembre 2020, nel corso dell'International Swimming League 2020 con il tempo di 55"49 nei 100 metri rana, ha stabilito il nuovo record del mondo della specialità, migliorando il primato di 55"61 stabilito dal sudafricano Cameron van der Burgh a Berlino 2009 nell'epoca in cui il regolamento ammetteva i costumi gommati.

### 2023
Adam Peaty: Si è ritirato dai Trials britannici, decidendo non partecipare ai campionati mondiali di nuoto di Fukuoka (Giappone) per concentrarsi sulla salute mentale e sui Giochi Olimpici di Parigi del 2024.

## Palmarès
- Olimpiadi

Rio de Janeiro 2016: oro nei 100m rana, argento nella 4x100m misti.
Tokyo 2020: oro nei 100m rana e nella 4×100m misti mista, argento nella 4x100m misti.
Parigi 2024: argento nei 100m rana.
- Mondiali

Kazan 2015: oro nei 50m rana, nei 100m rana e nella 4x100m misti mista.
Budapest 2017: oro nei 50m rana e nei 100m rana, argento nella 4x100m misti.
Gwangju 2019: oro nei 50m rana, nei 100m rana e nella 4x100m misti, bronzo nella 4x100m misti mista.
Doha 2024: bronzo nei 100m rana e nella 4x100m misti mista.
- Mondiali in vasca corta

Doha 2014: argento nei 50m rana, nei 100m rana e nella 4x50m misti mista.
Melbourne 2022: bronzo nei 100m rana.
- Europei:

Berlino 2014: oro nei 50m rana, nei 100m rana, nella 4x100m misti e nella 4x100m misti mista.
Londra 2016: oro nei 50m rana, nei 100m rana, nella 4x100m misti e nella 4x100m misti mista.
Glasgow 2018: oro nei 50m rana, nei 100m rana, nella 4x100m misti e nella 4x100m misti mista.
Budapest 2020: oro nei 50m rana, nei 100m rana, nella 4x100m misti e nella 4x100m misti mista.
- Europei in vasca corta:

Netanya 2015: argento nei 50m rana e nei 100m rana.
Copenaghen 2017: oro nei 100m rana, bronzo nei 50m rana.
- Giochi del Commonwealth

Glasgow 2014: oro nei 100m rana e nella 4x100m misti, argento nei 50m rana.
Gold Coast 2018: oro nei 100m rana, argento nei 50m rana e nella 4x100m misti.
Birmingham 2022: oro nei 50m rana.

## International Swimming League
| Stagione 2019 | Stagione 2020 | Stagione 2021 |
| ------------- | ------------- | ------------- |
| London Roar   | London Roar   | London Roar   |

## Riconoscimenti
- LEN Award: 2016, 2017, 2019, 2021
- Miglior performance nel nuoto FINA: 2015, 2016
- World Swimmer of the Year: 2015, 2018
- European Swimmer of the Year: 2014, 2015, 2016, 2017, 2018, 2019